# 波方公園
波方公園（なみかたこうえん）は、愛媛県今治市波方町にある都市公園（地区公園）である。運動施設が充実している。

## 主な施設
- 野球場
- テニスコート
- 武道館
- 体育館
- 多目的広場
- アスレチック
- プール（50メートルの公式プールも設置されている）
- 波方歴史民俗資料館

公園内には波方出身のオリンピック選手真木和の像がある。

## 周辺
- 今治市役所波方支所
- 波方中央病院
- 樋口児童館
- 市立波方小学校

## アクセス
- 瀬戸内運輸波方支所停留所から約500m
- JR予讃線波方駅から約2km